# Campeonato Mundial de Halterofilismo de 1962
O 37º Campeonato Mundial de Halterofilismo foi realizado em Budapeste, na Hungria entre 16 a 22 de setembro de 1962. Participaram 113 halterofilistas de 27 nacionalidades. Essa edição foi realizada em conjunto com o Campeonato Europeu de Halterofilismo de 1962.

## Medalhistas
| Evento                     | Ouro                                | Ouro     | Prata                               | Prata    | Bronze                            | Bronze   |
| -------------------------- | ----------------------------------- | -------- | ----------------------------------- | -------- | --------------------------------- | -------- |
| Galo (56 kg)               | Yoshinobu Miyake · Japão            | 352,5 kg | Imre Földi · Hungria                | 337,5 kg | Vladimir Stogov · União Soviética | 330,0 kg |
| Pena (60 kg)               | Yevgeny Minayev · União Soviética   | 362,5 kg | Yevgeny Katsura · União Soviética   | 357,5 kg | Rudolf Kozłowski · Polónia        | 352,5 kg |
| Leve (67,5 kg)             | Vladimir Kaplunov · União Soviética | 415,0 kg | Waldemar Baszanowski · Polónia      | 412,5 kg | Marian Zieliński · Polónia        | 405,0 kg |
| Médio (75 kg)              | Aleksandr Kurynov · União Soviética | 422,5 kg | Mihály Huszka · Hungria             | 415,0 kg | Mohammad Ami-Tehrani Irão         | 412,5 kg |
| Meio-pesado-leve (82,5 kg) | Győző Veres · Hungria               | 460,0 kg | Tommy Kono · Estados Unidos         | 455,0 kg | Géza Tóth · Hungria               | 442,5 kg |
| Meio-pesado (90 kg)        | Louis Martin · Reino Unido          | 480,0 kg | Ireneusz Paliński · Polónia         | 470,0 kg | William March · Estados Unidos    | 460,0 kg |
| Pesado (+ 90 kg)           | Yury Vlasov · União Soviética       | 540,0 kg | Norbert Schemansky · Estados Unidos | 537,5 kg | Gary Gubner · Estados Unidos      | 497,5 kg |

## Quadro de medalhas
| Ordem | País            | Medalha de ouro | Medalha de prata | Medalha de bronze | Total |
| ----- | --------------- | --------------- | ---------------- | ----------------- | ----- |
| 1     | União Soviética | 4               | 1                | 1                 | 6     |
| 2     | Hungria         | 1               | 2                | 1                 | 4     |
| 3     | Reino Unido     | 1               | 0                | 0                 | 1     |
| 3     | Japão           | 1               | 0                | 0                 | 1     |
| 5     | Polónia         | 0               | 2                | 2                 | 4     |
| 5     | Estados Unidos  | 0               | 2                | 2                 | 4     |
| 7     | Irão            | 0               | 0                | 1                 | 1     |
| Total | Total           | 7               | 7                | 7                 | 21    |